# Jack Bland
Jack Bland (* 8. Mai 1899 in Sedalia (Missouri); † 1968 in Los Angeles) war ein US-amerikanischer Jazz-Bandleader und Banjospieler.
Jack Bland gründete zusammen mit Red McKenzie und Dick Slevin 1924 die Mound City Blue Blowers; deren erste Hiterfolge in Chicago und im Mittelwesten der USA der Arkansas Blues und der Blue Blues waren. Mit Eddie Lang ging die Formation 1924 auf eine England-Tournee. Ende der 20er begann Bland verstärkt Cello und Gitarre zu spielen.
Nach dem Ausscheiden Langs 1929 spielte Bland mit Gene Krupa, Muggsy Spanier, Coleman Hawkins und Eddie Condon, die in den 1930ern mit dem Ensemble arbeiteten. Daneben war er als Sessionmusiker in New York City beschäftigt, u. a. für Billy Banks’ Orchestra, Pee Wee Russell, Red Allen und Zutty Singleton. Aufnahmen entstanden außerdem mit einer eigenen Gruppe, den Rhythmmakers (oder Rhythmakers); Pops Foster und Fats Waller wirkten gelegentlich dabei mit.
In den 1940er Jahren spielte Bland in den Jazzclubs der 52nd Street, so im Jimmy Ryan's Club mit Red Allen und Singleton, außerdem mit Edmond Hall, Vic Dickenson, Ike Quebec und Hot Lips Page; einige dieser Sessions wurden von Milt Gabler aufgenommen und erschienen auf Commodore Records. Von 1942 bis 1944 spielte er bei Art Hodes und auch bei Muggsy Spanier; von 1944 bis 1950 leitete er eine eigene Band und wirkte an Aufnahmen von George Wettling und Marty Marsala mit. In den 1950ern zog er nach Los Angeles, zog sich aus dem Musikgeschäft zurück und arbeitete als Taxifahrer. Er starb dort 1968.

## Lexikalischer Eintrag
- Leonard Feather, Ira Gitler: The Biographical Encyclopedia of Jazz. Oxford University Press, Oxford u. a. 1999, ISBN 0-19-532000-X.

| Personendaten    | Personendaten                                      |
| ---------------- | -------------------------------------------------- |
| NAME             | Bland, Jack                                        |
| KURZBESCHREIBUNG | US-amerikanischer Jazz-Bandleader und Banjospieler |
| GEBURTSDATUM     | 8. Mai 1899                                        |
| GEBURTSORT       | Sedalia (Missouri)                                 |
| STERBEDATUM      | 1968                                               |
| STERBEORT        | Los Angeles                                        |